# سيموروم
مملكة سيموروم (Akkadian: Si-mu-ur-ri-im ) كانت دولة مدينة مهمة في منطقة بلاد ما بين النهرين من حوالي 2000 قبل الميلاد إلى 1500 قبل الميلاد، خلال فترة الإمبراطورية الأكادية وصولاً إلى أور الثالثة. اختفت مملكة سيموروم من السجلات بعد العصر البابلي القديم. كانت جارة وأحيانًا حليفة لمملكة اللولوبي. يرجح أن المدينة كانت على نهر سيروان (في إيران) الذي أصبح نهر ديالى في العراق.

## المملكة

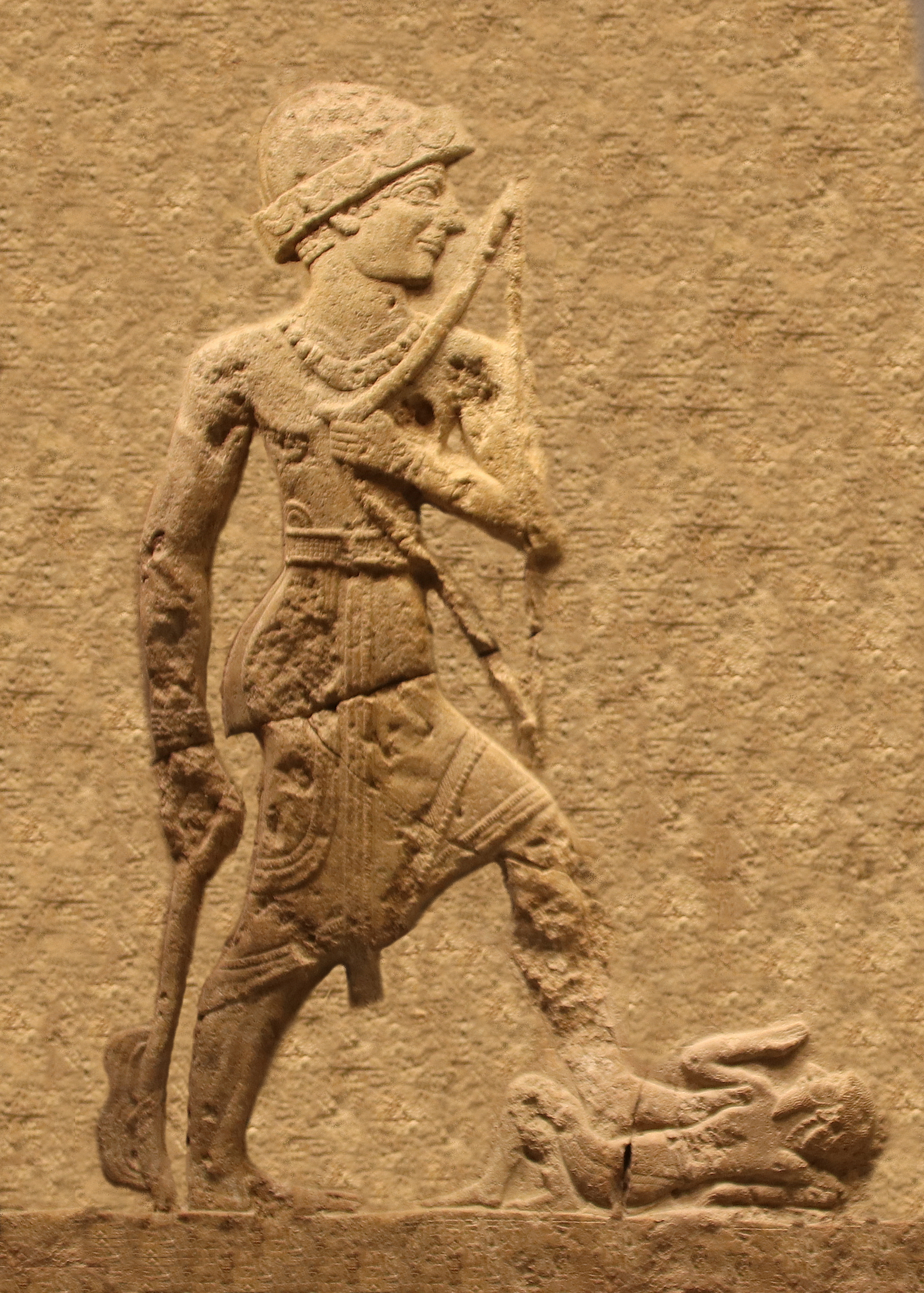
عيد الدين سن، ملك سيمروم، مسلحًا بقوس وفأس، يدوس عدوًا. حوالي 2000 قبل الميلاد (تفاصيل)

يبدو أن مملكة سيموروم كانت جزءًا من حزام ولايات مدينة حوريان في الجزء الشمالي الشرقي من منطقة بلاد ما بين النهرين. كانوا في كثير من الأحيان في صراع مع حكام أور الثالثة.
عُرف العديد من الملوك (𒈗، تنطق شار ، بالأكادية ) من سيموروم، مثل عيد الدين سين وابنه زابازونا. تشير العديد من النقوش إلى أنهم كانوا معاصرين للملك إشبي إرة (1953 - 1920 قبل الميلاد). ملك آخر ، ورد ذكره في الثورة الكبرى ضد نارام سين، هو م بو-أو-تي-ما-دا-آل.

## الصراعات
تشير العديد من النقوش إلى أن سيمورم كان قويًا جدًا، مسلطةً بعض الضوء على النزاعات حول منطقة زاغروس، ومثال آخر على ذلك هو نقش أنوبانيني الصخري لمملكة لولوبيون القريبة. عثر على أربعة نقوش وآثار (الآن في متحف إسرائيل) من سيموريوم في بتويتا بالقرب من رانيا في العراق، وواحد في سربيل-ذهاب في إيران.

كان سيمورون في صراع منتظم مع الإمبراطورية الأكادية. تصف أسماء أربع سنوات من حكم سرجون الأكدي حملاته ضد عيلام وماري وسيموروم وأوروآ (دولة مدينة عيلامية):
1. "السنة التي دمر فيها سرجون أوروا"
2. "السنة التي دمرت فيها أوروا"
3. "السنة التي دمر فيها سرجون عيلام"
4. "السنة التي دمرت فيها  ماري"» – Known regnal year names of Sargon.[13][14][15]

سُجل عام واحد غير معروف في عهد ملك الإمبراطورية الأكادية نارام سين ملك أكد على أنه "العام الذي انتصر فيه نارام سين على سيموروم في كيراشينوي وأسر بابا حاكم سيموروم ودوبول إنسي (حاكم) أرامي".

بعد سقوط الإمبراطورية الأكادية في يد الغوتيين، تمرد اللولوبيون والسيموروم ضد الحاكم الجوتاني إريدوبيزير ، وفقًا لنقوش الأخير:
في مرحلة ما، ربما أصبح سيموروم تابعًا لـ جوتيون.
كانت إمبراطورية أور الثالثة في كثير من الأحيان في صراع مع المدينة. كان اسم الحاكم الثاني شولجي في العام "دمر عام سيموروم ولولوبوم للمرة التاسعة". في واحدة من هذه الصراعات، استولى شولجي على حاكم سومروم، تبان دارة، وأرسله إلى المنفى في دريم. من المعروف أن سيلوس داجان كان حاكماً لسيموروم تحت حكم أور الثالث. استمرت المعارك العسكرية حتى عهد الحاكم الأخير لأور الثالثة، إبى سن. يبدو أن سيموروم أصبح مستقلاً بعد انهيار سلالة أور الثالثة .

## معرض

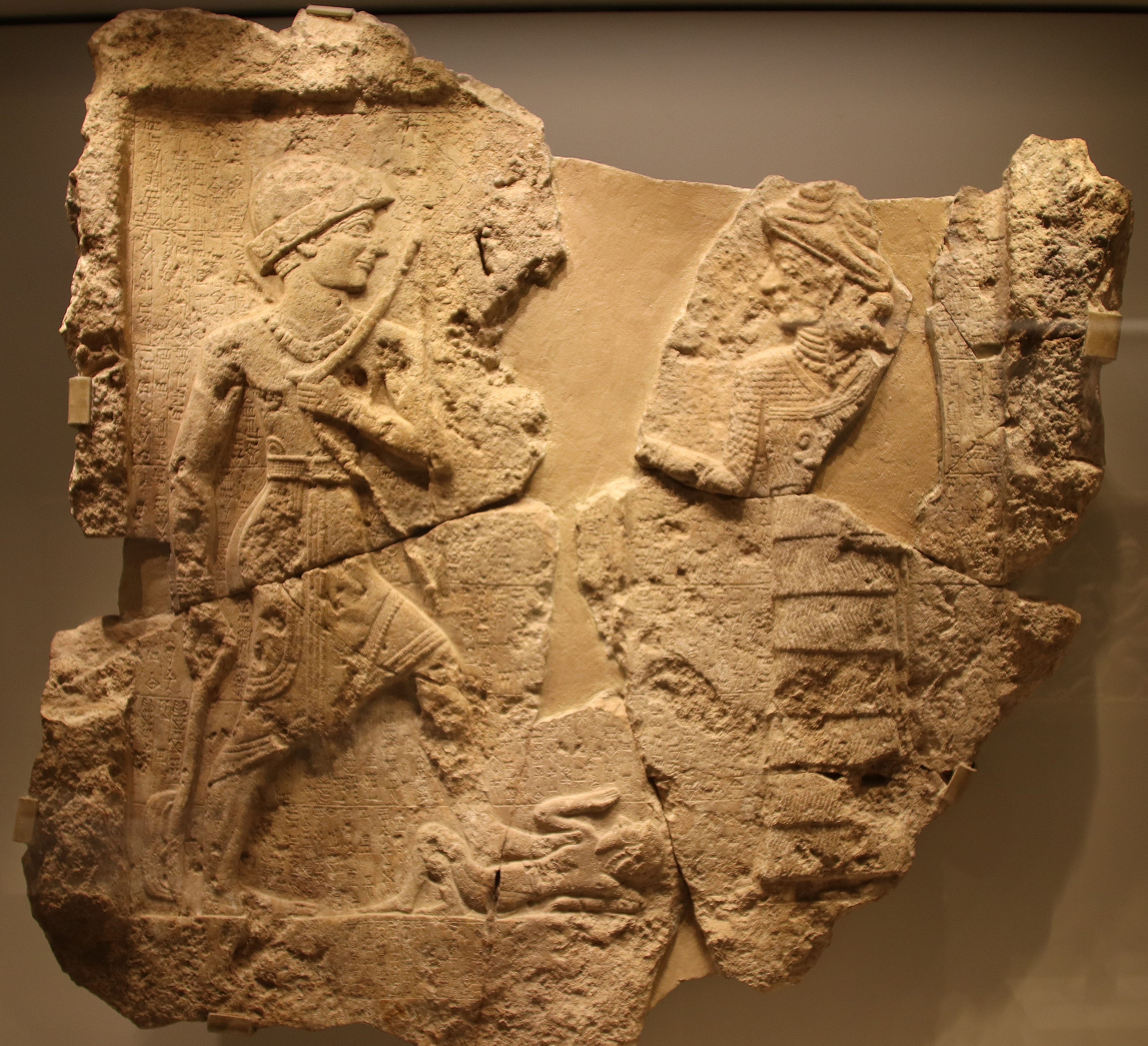
الملك سين الدين من مملكة سموروم، ممسكًا بفأس وقوس ودوسafoe. Circa 2000 BCE. متحف إسرائيل
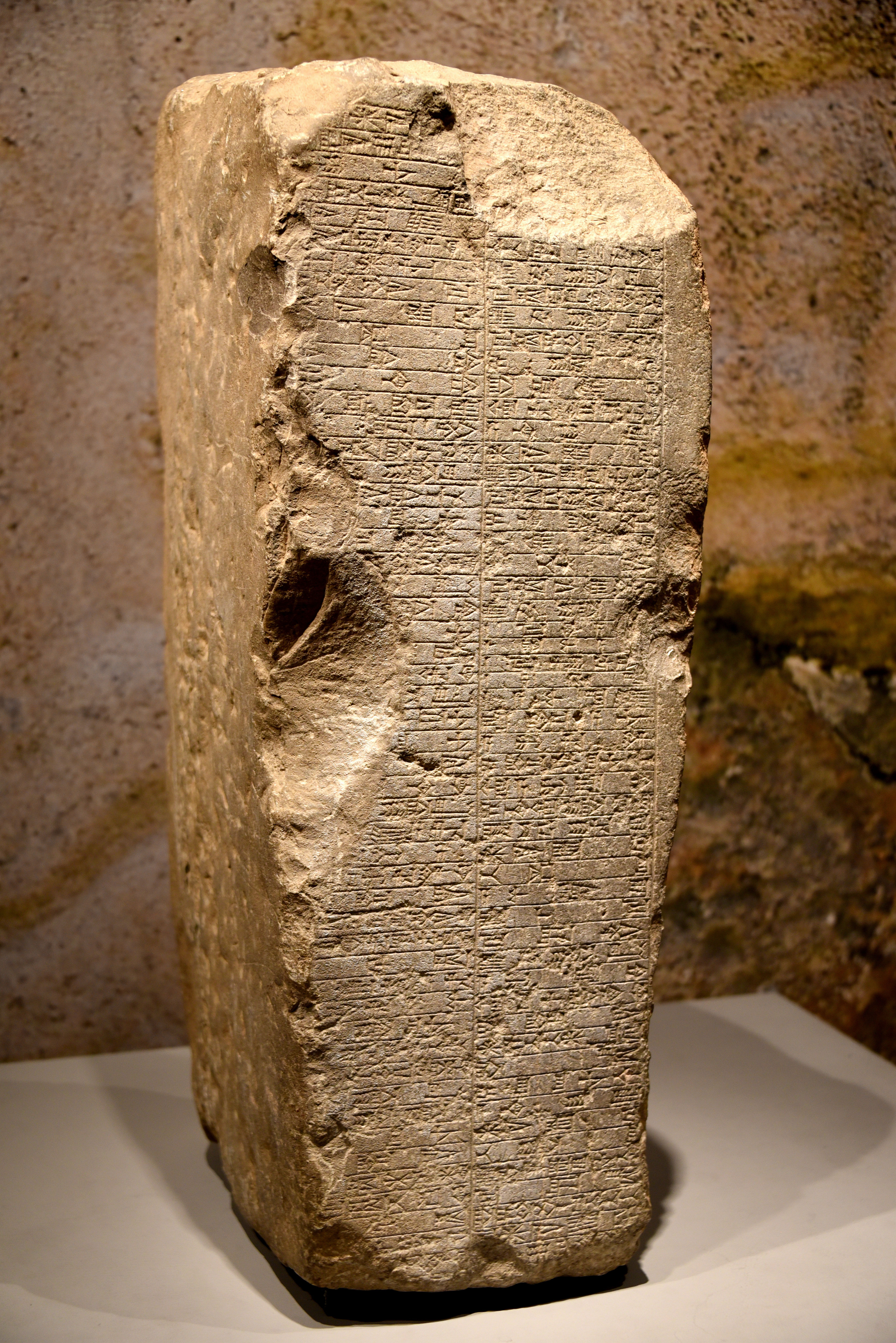
لوحة ل سين الدين، ملك سيموروم. يعود تاريخه إلى العصر البابلي القديم. من قرية قراتشاتان، محافظة السليمانية، كردستان العراق. متحف السليمانية العراق
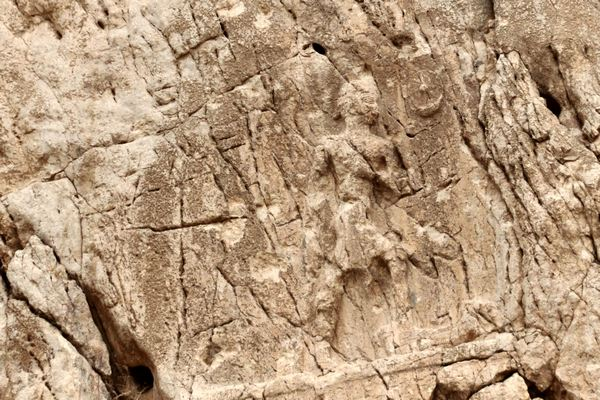
سربيل زهاب، أثر1. محارب بلا لحية بالفأس، يدوس عدوًا. أعلاه قرص الشمس. اسم "زابا(زونا)، ابن .." يمكن قراءته. هو عادة يعتبر حاكم لولو بين،[22][23] لكنه يعتبر حاكم مملكة سيموريوم، ابن سين الدين.
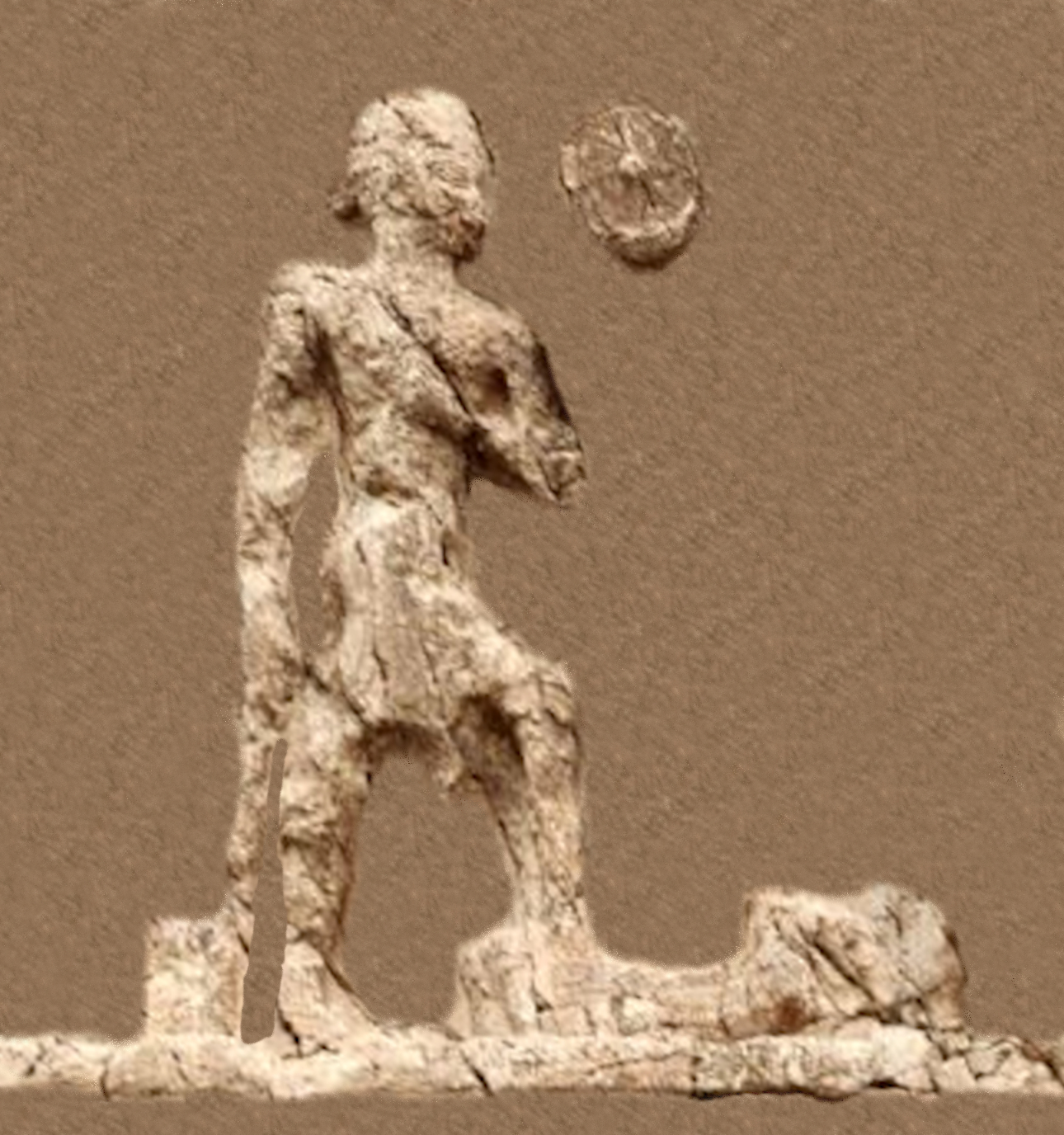
مخطط القطعة الأول (المستخرج). محارب بلا لحية بفأس، يدوس عدوًا. قرص الشمس أعلاه. يمكن أن يكون الاسم "زابا (زونا) ابن .." حقيقيًا.

## روابط خارجية
- التاريخ القديم. التاريخ السري لقصة إيدي سين